# Chalepus teutonicus
Chalepus teutonicus es un coleóptero de la familia Chrysomelidae.
Fue descrita científicamente en 1943 por Uhmann.